# Roxana Cogianu
Roxana Cogianu (Iași, 21 de setembro de 1986) é uma remadora romena, medalhista olímpica.

## Carreira
Cogianu competiu nos Jogos Olímpicos de 2008, 2012 e 2016. Em sua primeira aparição, em Pequim, disputou a prova do skiff duplo ao lado de Ionelia Neacșu, ficando na nona colocação geral. A partir de 2012 passou a integrar a equipe da Romênia no oito com, e em Londres ficou próxima a zona de medalhas, na quarta posição. Quatro anos depois, no Rio de Janeiro, finalmente conquistou uma medalha com a equipe romena, obtendo o bronze.